# Ps (Unix)
A legtöbb Unix-támogató operációs rendszerben a ps program kilistázza az aktuálisan futó folyamatokat.  Egy másik Unix parancs a top, amely valós időben írja ki a futó folyamatokat.
A ps parancs Microsoft Windows-beli testvére a tasklist parancs.

## Példák
```
# ps
  PID TTY          TIME CMD
 7431 pts/0    00:00:00 su
 7434 pts/0    00:00:00 bash
18585 pts/0    00:00:00 ps

```

A felhasználó használhatja a ps parancsot a grep paranccsal együtt, ahhoz hogy több információt kapjon a folyamatokról.
Erre egy példa:
```
# ps -A | grep firefox-bin
11778 ?        02:40:08 firefox-bin
11779 ?        00:00:00 firefox-bin

```

## Opciók
A ps-nek sok opciója van. Azokban az operációs rendszerekben, amelyek elfogadják a UNIX és POSIX standardokat, a ps parancs futtatható az -ef opció kombinációval, ahol "-e" a kiválasztott folyamatok, az "-f" a választott kimeneti formátum (full output format). Más használt opció például az -l, mellyel megadhatjuk a kimeneti nagyságot (long output format).